# Jérémy Berthod
Jérémy Berthod (ur. 24 kwietnia 1984 w Tassin-la-Demi-Lune) – francuski piłkarz występujący na pozycji lewego obrońcy. Mierzy 180 centymetrów wzrostu.

## Życiorys
Jérémy Berthod zawodową karierę rozpoczynał w Olympique Lyon. Razem z tą drużyną zdobył czterokrotnie mistrzostwo Francji – w 2004, 2005, 2006 i 2007 roku. Ligowy debiut zaliczył 13 września 2003 w zremisowanym 1:1 meczu przeciwko AJ Auxerre. W 2007 roku za 2 miliony euro odszedł do AS Monaco, a latem 2008 roku przeniósł się do Auxerre. W 2013 roku przeszedł do Sarpsborg 08 FF. Berthod ma za sobą występy w młodzieżowych reprezentacjach Francji. Zdobył między innymi mistrzostwo świata do lat 15 w 2000 i do lat 17 w 2001.